# کارلا کاموراتی
کارلا کاموراتی (زاده ۱۴ اکتبر ۱۹۶۰) بازیگر و فیلم‌ساز برزیلی است. او در دهه ۱۹۸۰ با بازی در چندین تله رمان شبکه رده گلوبو شناخته شد.

## فیلم‌شناسی برگزیده
- شامپاین (۱۹۸۳؛ بازیگر)
- Eternante Pagú (۱۹۸۶؛ بازیگر)
- فرا رادیکال (۱۹۸۸؛ بازیگر)
- برزیلی و برزیلی‌ها (۱۹۹۰؛ بازیگر)
- کارلوتا خواکینا، شاهزاده خانم برزیل (۱۹۹۵؛ کارگردان، بازیگر)